# Мушмула
Мушмула́, чашковое (чишковое) дерево, эзгиль (лат. Mespilus) — род листопадных растений семейства Розовые.

## Описание
Деревья и кустарники в высоту до 8 м. У дикорастущих форм на ветвях имеются шипы. Листья цельные овально-эллиптические или ланцетные с зубчатым краем. Снизу листья опушены белыми волосками. Прилистники опадающие. Цветки крупные одиночные расположены на коротких побегах. Лепестки белые. Тычинок от 30 до 40. Плоды мясистые коричневатые с толстой одревесневающей стенкой. Плодоносят с октября по декабрь. Кариотип состоит из 17 пар хромосом.

## Классификация
Единственным видом рода является Mespilus germanica L. — Мушмула германская, или Мушмула обыкновенная.

## Распространение
В диком виде встречается на Балканском полуострове, Малой Азии, в Иране, в Крыму и на Кавказе.

## Использование человеком
Мушмула впервые введена в культуру на Кавказе более 3000 лет назад. С IV века до нашей эры выращивалась в Греции. Плоды используются в свежем виде или перерабатываются. Из листьев и коры получают коричневый или жёлтый краситель для тканей. Из древесины делают украшения. Гибриды с боярышником и рябиной используют как декоративные культуры.